# Oderturm
L'Oderturm (letteralmente: "torre dell'Oder") è un grattacielo sito nel centro storico della città tedesca di Francoforte sull'Oder.

## Storia
L'edificio venne costruito dal 1968 al 1976 su progetto di un collettivo d'architettura guidato da Hans Tulke e Paul Teichmann, seguendo un progetto urbanistico generale elaborato da R. Krebs e M. Vogler.

## Caratteristiche
L'edificio, sito nel centro storico della città in posizione dominante, conta 24 piani e ha un'altezza di 88,95 metri; ciò lo rende il più alto edificio di Francoforte. La struttura portante è in acciaio.
All'epoca della costruzione il grattacielo ospitava un albergo e degli appartamenti, mentre al penultimo piano era ospitato un bar panoramico. Alla base un corpo di due piani ospitava spazi commerciali e gastronomici.